# 압둘라 호티

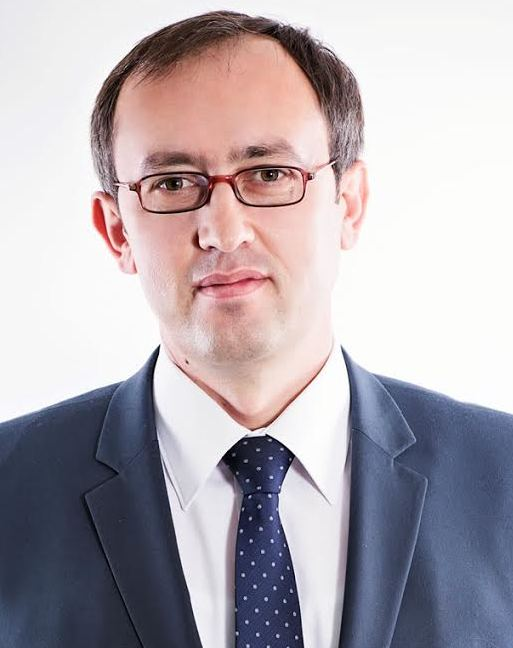

압둘라 호티(알바니아어: Avdullah Hoti, 1976년 2월 4일 ~ )는 코소보의 정치인으로 2020년 6월 3일부터 2021년 3월 22일까지 총리직을 지냈다. 2014년부터 2017년까지 민주당-민주동맹 연정의 재무장관을 지냈다.
2020년 9월 세르비아와의 경제 관계 정상화 및 미니 솅겐 구역 가맹에 합의했으며, 이스라엘과의 수교를 단행했다. 유럽 연합이 주도한 세르비아-코소보 중재 합의에 적극적인 활동을 하기도 했다.